# Крейвяни (Сейненський повіт)
Крейвяни (пол. Krejwiany) — село в Польщі, у гміні Пунськ Сейненського повіту Підляського воєводства.
Населення — 178 осіб (2011).
У 1975-1998 роках село належало до Сувальського воєводства.

## Демографія
Демографічна структура станом на 31 березня 2011 року:
|          | Загалом | Допрацездатний вік | Працездатний вік | Постпрацездатний вік |
| -------- | ------- | ------------------ | ---------------- | -------------------- |
| Чоловіки | 79      | 17                 | 53               | 9                    |
| Жінки    | 99      | 25                 | 50               | 24                   |
| Разом    | 178     | 42                 | 103              | 33                   |